# 郭俊銘
郭俊銘（1955年10月17日—），台灣政治人物，曾任台灣自來水公司董事長、立法委員、臺灣省議員。

## 生平
郭俊銘首次參選為1994年省議員選舉並於台中縣當選，精省後參與1998年（第四屆）立委選舉，卻最高票落選，2001年捲土重來並當選中華民國第五屆立法委員並於2004年連任；2008年（第七屆）立委選舉敗於同選區挑戰四連霸的中國國民黨資深立委楊瓊瓔；2012年（第八屆）立委選舉轉戰台中市第八選區，即使遭遇泛藍陣營大分裂的情況，仍敗於前行政院新聞局局長江啟臣。
2016年7月接任台灣自來水公司董事長。兩年多任期轉虧為盈，將台水10年累積虧損21億弭平。
積極推動自來水管線降低漏水率計劃，兩年半任期內將漏水率由17.4%降低到15%。
任內開始推動新北市民共飲翡翠水計劃，並推動北水南調管線工程，將石門水庫水源南調新竹縣、市，完成新竹縣、市、桃園、新北市自來水聯通計劃。
任內於台南經營建置亞洲最大自來水系統訓練中心。
任內於高雄建置兩套大規模伏流水系統，解決高屏溪高濁度問題。
任期內將高屏東縣自來水普及率由台灣最低48%，提升至60% 。

## 選舉紀錄
| 年度 | 選舉屆數             | 選舉區           | 所屬政黨   | 得票數 | 得票率 | 當選標記 | 備註 |
| ---- | -------------------- | ---------------- | ---------- | ------ | ------ | -------- | ---- |
| 1994 | 第十屆臺灣省議員選舉 | 臺中縣選舉區     | 民主進步黨 | 98,578 | 14.72% |          |      |
| 1998 | 第四屆立法委員選舉   | 臺中縣選舉區     | 民主進步黨 | 35,351 | 5.32%  |          |      |
| 2001 | 第五屆立法委員選舉   | 臺中縣選舉區     | 民主進步黨 | 78,620 | 11.88% |          |      |
| 2004 | 第六屆立法委員選舉   | 臺中縣選舉區     | 民主進步黨 | 35,450 | 5.61%  |          |      |
| 2008 | 第七屆立法委員選舉   | 臺中縣第五選舉區 | 民主進步黨 | 53,012 | 42.31% |          |      |
| 2012 | 第八屆立法委員選舉   | 臺中市第八選舉區 | 民主進步黨 | 60,964 | 39.48% |          |      |

## 外部連結
- 立法院 （页面存档备份，存于）

| 官衔           | 官衔                                                       | 官衔          |
| -------------- | ---------------------------------------------------------- | ------------- |
| 台灣自來水公司 |                                                            |               |
| 前任： 阮剛猛  | 台灣自來水公司董事長 第十四任 2016年7月20日－2019年1月23日 | 繼任： 魏明谷 |